# Кам'яний гігант
«Кам'яний гігант» (англ. The Stone Giant) — фентезійний роман американського письменника Джеймса Блейлока, виданий 1989 року. Приквел його першого роману, «Літак Ельфінів», остання книга (станом на 2008 рік) серії «Зникаючий гном».
Хоча «Кам'яний гігант» написаний через декілька років після двох інших романів, у ньому міститься поєднання елементів фентезі та стимпанку, але на відміну від інших, головним героєм у «Кам'яному гіганті» є розбійник Теофіл Ескаргот. Мало хто з персонажів попередніх романів з'являється в цьому творі, але антагоністом знову стає злий чаклун Селзнак (хоча в романі йдеться про «дядька Абнера»). Книга вперше видана Ейс пейпербек від Berkley Books.
«Кам'яний гігант» — пародія на героїчні пошуки, події якої розгортаються у світі, де люди живуть поряд з ельфами, гоблінами, відьмами, чарівниками та іншими фантастичними істотами. У романі Теофіл Ескарго, який нагадує злодія, котрий схожий на Ріпа Ван Вінкля, має ряд комічних ситуацій, намагаючись як вразити симпатичну коханку, так і помститися злому гному, який обдурив його з мішком марблів.

## Сюжет
Ескаргот наїдається пирогом, який його дружина приготувала, щоб підкупити його для участі у зустрічі по реанімації їх стосунків. На жаль, для Ескаргота Стовер, місцевий суддя, має свої плани щодо його заможної дружини; Ескаргота подають як бездомного та безсоромного. Натомість він закохується у Лету, буфетницю Стовера, й знайомиться з гномом, якого він вважає її дядьком. Ескаргот придбав у чоловіка стару бунджо-сумку з незвичайним марблом (різновид циганина-гобо); гном спершу обманює їх, користуючись важким розлученням, а потім принижує й погрожує зробити посьміховиськом.
Отримавши розлучення від колишньої дружини, Ескарго виїжджає до прибережного міста Сісайд, де сподівається знайти Лету на щорічному Фестивалі врожаю. Серія нещасних випадків приводить його до підводного човна ельфа-пірата; Ескаргот перепливає через підводний перехід у землю Балунії, свогоєрідний світ-сіамський близнюк. Стани справ Ескарго, схоже, не покращуються, оскільки його швидко обманюють з грошима і товарами, але він має несподівано зустрічає гнома й вирішує переслідувати його. Гном намагається знищити Ескарго, але завдяки поєднанню наполегливості та імпровізації Ескарго виживає та дізнається зловіщий план гнома: принести в жертву Лету й використати марбл для воскресіння кам'яних велетнів, давніх ворогів ельфів. За допомогою ексцентричного екіпажу далекоглядних ельфів Ескаргот шукає можливість врятувати Лету й викупити свої численні копальні.